# 羅塔赫河 (布雷根茨河支流)
47°29′23″N 9°50′23″E / 47.48972°N 9.83972°E

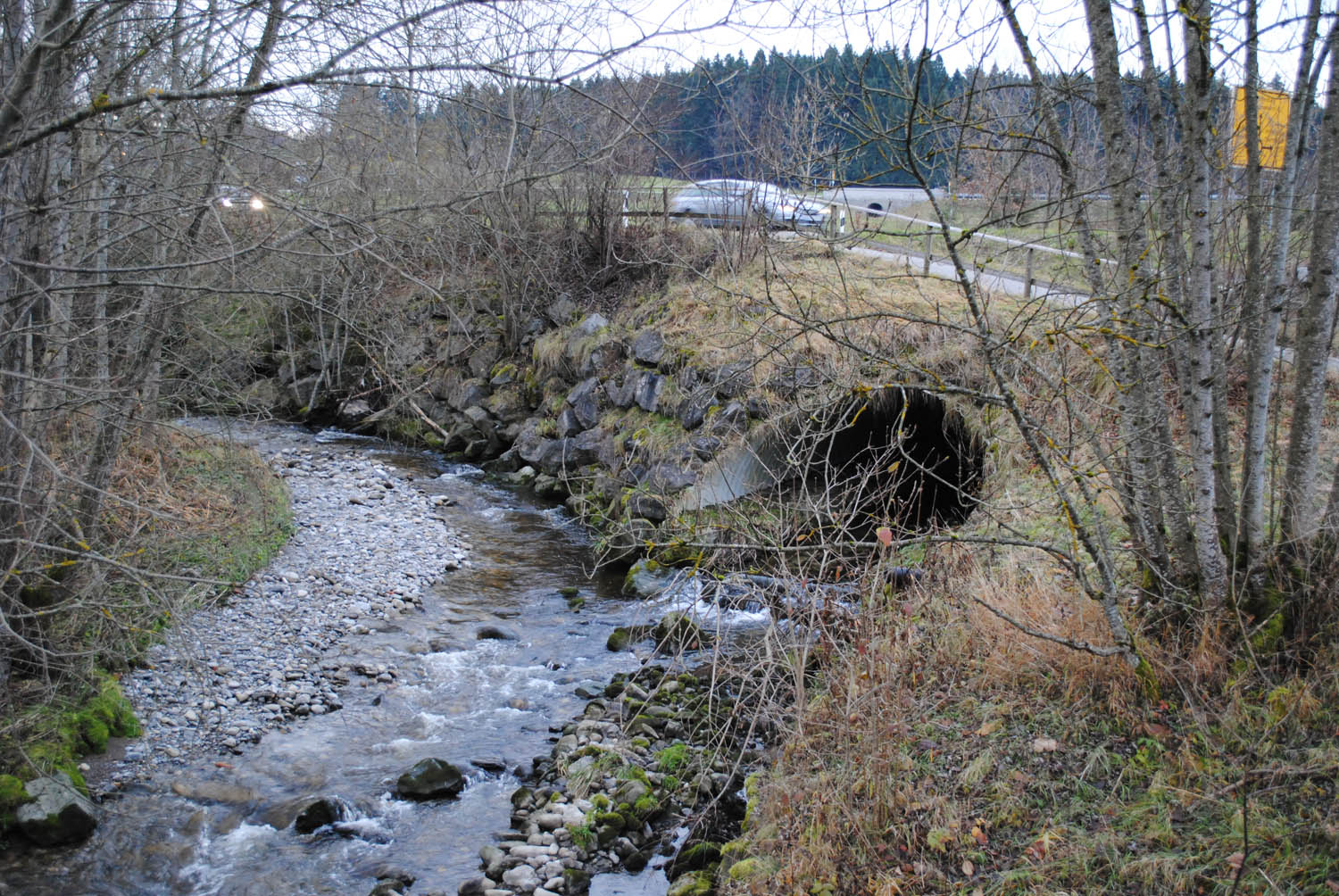

羅塔赫河是德國的河流，位於該國東南部，由巴伐利亞負責管轄，屬於布雷根茨河的右支流，河道全長17公里，發源自沙伊德格，河口處在多倫，流經林道縣。